# Hamburg International

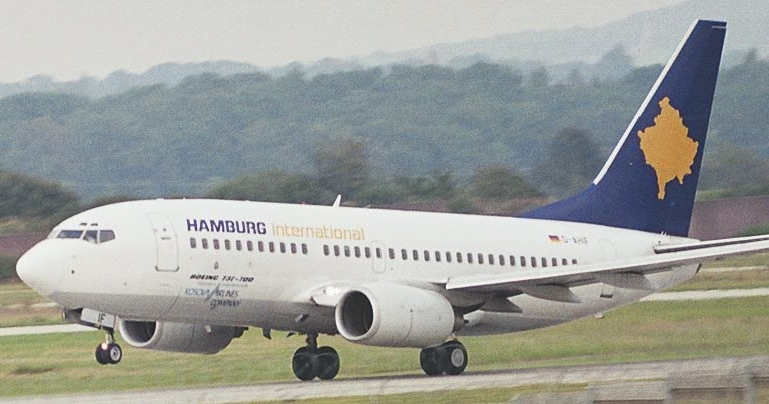

Hamburg International – niemieckie linie lotnicze z siedzibą w Hamburgu.
Obsługiwały połączenia krajowe oraz 3 międzynarodowe do Agadiru, Luksemburgu i na Majorkę. Głównym hubem był Port lotniczy Hamburg. Linia została zlikwidowana w październiku 2010 roku.